# Longgupo-Höhle
Die Longgupo-Höhle (chinesisch 龙骨坡遗址, Pinyin Lónggǔpō yízhǐ) ist ein 1984 entdeckter archäologischer Fundort im Kreis Wushan der regierungsunmittelbaren Stadt Chongqing in der Volksrepublik China. Zwischen 1985 und 1988 wurden vom Institut für Wirbeltierpaläontologie und Paläoanthropologie der Chinesischen Akademie der Wissenschaften in Zusammenarbeit mit dem Nationalmuseum von Chongqing zahlreiche Fossilien und Steinwerkzeuge geborgen.
Neben zahlreichen anderen Wirbeltier-Fossilien entdeckte man in den Bodenschichten 5 bis 8 insgesamt 16 Zähne von Gigantopithecus blacki. Aus den Bodenschichten 7 bis 8 wurden ein kleines, linkes Unterkiefer-Fragment mit zwei erhaltenen Zähnen und einer dritten Zahnwurzelhöhle sowie ein einzelner Schneidezahn freigelegt. Die Fossilien wurden dem frühen Pleistozän zugeschrieben, auf ein Alter von nahezu zwei Millionen Jahren datiert und zunächst nach dem Fundort im Kreis Wushan als „Homo erectus wushanensis“ der Art Homo erectus zugeschrieben bzw. als „Wushan-Mensch“ (巫山人,  Wushan ren, englisch Wushan Man) bezeichnet. Auch wurde diskutiert, ob sie womöglich zu Homo habilis gehören könnten, da sie – sofern die Datierung zuverlässig ist – der älteste Beleg für die Existenz der Gattung Homo in China wären. Diese Zuordnung ist allerdings umstritten, da der Bau der Unterkiefer-Zahnkronen von anderen Homo erectus-Funden deutlich abweicht, eher denen fossiler Orang-Utans ähnelt und das Fragment möglicherweise zu einer bislang nicht wissenschaftliche beschriebenen Affen-Art gehört.
Unklar ist ferner, auf welchem Wege der einzeln gefundener Schneidezahn, dessen Bau und Größe auf eine Herkunft von einem modernen Menschen hinweist, in die älteren Sedimentschichten geraten ist.
Die Longgupo-Stätte (龙骨坡遗址,  Longgupo yizhi) steht seit 1996 auf der Liste der Denkmäler der Volksrepublik China (4-1).
Nach dem Fundort ist auch eine fossile Fauna, die Longgupo-Fauna, (龙骨坡动物群,  Longgupo dongwuqun) des frühen Pleistozäns benannt, die „aus 29 Familien, 74 Gattungen und 116 Arten besteht“.

## Belege
1. ↑  Huang Wanpo et al.: Early Homo and associated artefacts from Asia. In: Nature. Band 378, 1995, S. 275–278, doi:10.1038/378275a0
2. ↑  Jeffrey H. Schwartz, Ian Tattersall: Whose teeth? In: Nature. Band 381, 1996, S. 201–202, doi:10.1038/381201a0
National Geographic, Mai 1997, S. 95
War der Wushan-Mensch wirklich ein Mensch? Die Welt vom 17. Juni 2009
3. ↑  Peter Brown: Chinese Middle Pleistocene hominids and modern human origins in east Asia. In: Lawrence Barham und Kate Robson Brown (Hrsg.): Human Roots. Africa and Asia in the Middle Pleistocene. Western Academic & Specialist Publishers, Bristol 2001, S. 136–137, ISBN 978-0953541843, Volltext (PDF; 3,5 MB)
4. ↑  Jin et al.: A Preliminary Study on the Early Pleistocene Deposits and the Mammalian Fauna from the Renzi Cave, Fanchang, Anhui, China. In: Acta Anthropologica Sinica. Supplement to Vol. 19, 2000, S. 242

Koordinaten: 30° 21′ 25″ N, 109° 4′ 50″ O